# パリパリ・パーキンソン
パリパリ・パーキンソン（Pari Pari Parkinson、1996年9月12日 - ）は、JAPAN RUGBY LEAGUE ONENECグリーンロケッツ東葛に所属するラグビーユニオン選手。

## プロフィール
- ニュージーランド・ファカターネ出身。
- ポジションはロック(LO)。
- 身長 204cm、体重 119kg[1]
- マオリ・オールブラックスに選ばれたことがある[2]。

## 略歴
タスマンを経て、2018年、ハイランダーズに加入。
2024-25シーズンからNECグリーンロケッツ東葛に入団。2024年12月22日、ジャパンラグビーリーグワン2024-25ディビジョン2第1節レッドハリケーンズ大阪戦（ヤンマースタジアム長居）にて先発出場で日本国内公式戦初出場を記録した。